# Tjatja
Il Tjatja (in russo Тятя?; in giapponese 爺爺岳?; in lingua ainu: Čača-Nupuri, letteralmente "montagna padre") è uno stratovulcano attivo di tipo somma situato sull'isola di Kunašir, nelle isole Curili meridionali (Russia). Appartiene al distretto Južno-Kuril'skij dell'oblast' di Sachalin.
Si trova nel nord-est dell'isola. È composto da lave basaltiche e andesitiche. Il vulcano aveva un'altezza di 1819 metri (il punto più alto dell'isola) nel 1977.  Negli anni successivi, la parte sud-orientale del bordo del cratere sommitale crollò e la maggior parte del materiale cadde all'interno del cratere nord-orientale. Di conseguenza, l'altezza totale del vulcano è diminuita di circa 30-50 metri e ammonta attualmente probabilmente a meno di 1800 metri sul livello del mare.
L'ultima eruzione accertata è del 1981. Eruzioni storiche risalgono al 1812 (VEI 2) e 1973 (VEI 4). Attualmente si registra una debole attività fumarolica nel cratere centrale.
Il Tjatja si trova all'interno della riserva naturale «Curil'skij» (Курильский заповедник).